# Tetragoneura otohimeana
Tetragoneura otohimeana är en tvåvingeart som beskrevs av Toyohi Okada 1939. Tetragoneura otohimeana ingår i släktet Tetragoneura och familjen svampmyggor. Inga underarter finns listade i Catalogue of Life.